# Зенгер, Харро фон
Харро фон Зенгер (нем. Harro von Senger) (р. 6 марта 1944, Виллерцелль, Швейцария) — швейцарский синолог и юрист. Исследователь древнекитайской военной стратегии. Автор популярной монографии о тридцати шести стратагемах. Доктор философии, доктор юриспруденции, профессор синологии во Фрайбургском университете.

## Биография
Харро фон Зенгер родился в 1944 году в швейцарском селении Виллерцелль, где живёт в настоящее время. Благодаря врождённым способностям к языкам уже в школе он сверх официальной программы изучал латынь, греческий, немецкий, французский, английский и русский языки.
Случайно познакомившись в 1963 году с «Грамматикой разговорного китайского языка», увлёкся его изучением. Обучаясь на юридическом факультете Цюрихского университета, параллельно изучал китайский язык. По завершении обучения успешно защитил диссертацию по теме «Традиционные китайские торговые договоры», став доктором права.
С августа 1971 года по октябрь 1973 углублял свои знания на юридическом факультете Тайбэйского университета, одновременно совершенствовался во владении китайским языком. В этот же период впервые узнал о тридцати шести китайских стратагемах, тайну которых он устремился разгадать. Изучая древнюю китайскую культуру, пытаясь разобраться в стратагемности, ставил перед собой фундаментальную проблему: «в чём же сущность различий при межличностных контактах представителей европейской и восточноазиатской цивилизаций».
Харро фон Зенгер провел в Восточной Азии шесть лет. Еще в Тайбэйском университете он начал изучать японский язык, после Тайбэя два года обучался на юридическом факультете Токийского университета в Японии. С 1975 по 1977 год изучал историю и философию в Пекинском университете.
В 1977 году Харро фон Зенгер возвращается в Швейцарию высокообразованным востоковедом. По возвращении он публикует свою первую статью о стратагемах «Использование 36 стратагем для критики „банды четырех“» в газете Франкфуртер альгемайне цайтунг.
С 1981 года фон Зенгер приват-доцент синологии в Цюрихском университете. В 1989 он становится профессором Фрайбургского университета, где с 1993 года является деканом философского факультета.
В 1988 году швейцарское издательство «Шерц» издаёт монографию Харро фон Зенгера о китайских стратагемах на немецком языке, а в 1990 издательство выпустило уже её пятое издание. К моменту пятого издания монография стала бестселлером европейской синологии и была переведена на английский, китайский, итальянский, голландский, японский языки. Монография на китайском языке была издана двухсоттысячным тиражом и в течение четырех месяцев была распродана. Книга имела успех, получила многочисленные восторженные отзывы во многих странах.
На русском языке первый том книги был издан в 1995 году, её тираж успешно разошёлся. В 2004 году издательство «Эксмо» в Москве издаёт двухтомник Харро фон Зенгера о китайском искусстве жить и выживать «Стратагемы».

## Избранная библиография
На русском языке
- Зенгер Х. фон. Стратагемы. О китайском искусстве жить и выживать. Том 1. — М.: Эксмо, 2004. — 512 с. — ISBN 5-699-05571-1.
- Зенгер Х. фон. Стратагемы. О китайском искусстве жить и выживать. Том 2. — М.: Эксмо, 2004. — 512 с. — ISBN 5-699-05572-X.

На немецком языке
- Kaufverträge im traditionellen China, Zürich 1970.
- Der Staatsgeheimnisschutz in der Volksrepublik China, Bern; Frankfurt am Main 1979 (Schweizer Asiatische Studien; Bd. 3).
- Partei, Ideologie und Gesetz in der Volksrepublik China, Bern ; Frankfurt am Main 1982. (Schweizer Asiatische Studien; Bd. 5).
- Das internationale Privat- und Zivilverfahrensrecht der Volksrepublik China, 2 Bände, Zürich 1994 (Co-Autor: Xu Guojian).
- Einführung in das chinesische Recht, München 1994. (Schriftenreihe der Juristischen Schulung ; H. 124 : Ausländisches Recht). ISBN 3-406-38216-9.
- Länderbericht Volksrepublik China, in: Bergmann / Ferid, Internationales Ehe- und Kindschaftsrecht, Frankfurt a.M., 1990.
- Länderbericht Volksrepublik China, in: Ferid/Firsching/Dörner/Hausmann: Internationales Erbrecht, München 2004.
- (Hg.) Die List, Frankfurt am Main 4. Aufl. 2003.
- Strategeme: Lebens- und Überlebenslisten der Chinesen — die berühmten 36 Strategeme aus drei Jahrtausenden, Bern ; München ; Wien 14. bzw. 3. Aufl 2008 bzw. 2004 (Band 1 erschien in chinesischer, englischer, französischer, holländischer, italienischer, russischer, portugiesischer, serbischer, spanischer, türkischer und uighurischer Sprache).
- 36 Strategeme für Manager, München, 4. Auflage 2010 (erschienen in chinesischer, englischer, holländischer, indonesischer, japanischer koreanischer, russischer, spanischer und türkischer Übersetzung).
- Die Kunst der List, München, 6. Aufl. 2007.
- Supraplanung: Unerkannte Denkhorizonte aus dem Reich der Mitte, München 2008.
- 36 Strategeme. Lebens- und Überlebenslisten aus drei Jahrtausenden, Fischer Taschenbuch Verlag, Frankfurt a. M. 2011.
- Meister Suns Kriegskanon, Aus dem Chinesischen übersetzt und kommentiert von Harro von Senger, Reclams Univesalbibliothek Nr. 18841, Philipp Reclam jun., Stuttgart 2011.